# Из тьмы (фильм, 2015)
«Из тьмы» (англ. The Hallow, дословно — «Освящение») — английский фильм ужасов Корина Харди 2015 года, первый полнометражный фильм режиссёра. Главные роли в картине исполнили Джозеф Моул, Бояна Новакович, Майкл Макэлхаттон и Майкл Смайли. Съёмки фильма происходили в Ирландии. Премьера картины состоялась на фестивале «Сандэнс». Российская премьера прошла 18 февраля 2016 года. В 2016 году картина удостоилась премии «Империя» за лучший фильм ужасов.

## Сюжет
Адам Хитченс (Джозеф Моул), британский специалист по охране природы, специализирующийся на изучении жизни растений и грибов, его жена Клэр и маленький сын Финн отправляются в отдалённую ирландскую деревню, окружённую лесом. Исследуя лес вместе с Финном, Адам натыкается на тушу мёртвого оленя со странным грибковым веществом, которым покрыто его тело. Адам берёт образец и возвращается домой с Финном, а Клэр (Бояна Новакович) сталкивается с местным жителем по имени Колм Доннелли (Майкл Макэлхаттон), который, кажется, недоволен приездом его семьи.
Следующей ночью некто кидает в окно комнаты Финна камень и разбивает стекло. Пока супруги подозревают, что виновник — Колм, пытающийся отпугнуть их, приезжает полиция и выдвигает странное предположение, что стекло разбила птица. Полицейские рассказывают им легенду об окружающем лесе, в котором обитают некие древние духи, порождения фей, банши и похитителей детей. Позже Адам замечает странное движение в деревьях возле дома, а Клэр озадачена тем, что бывшие жильцы заколотили все окна дома железными прутьями. На следующий день Адам и Финн приезжают в город, чтобы заменить разбитое окно, но жители деревни относятся к ним холодно и повторяют легенду о духах. В это время Колм снова приходит к Клэр, и предупреждает её, что лучше бы им покинуть это место, а затем даёт некую старинную книгу.
На обратном пути машина Адама ломается: открыв капот, он обнаруживает, что грибок попал на двигатель автомобиля и быстро разросся. Когда он открывает багажник в поисках инструментов, некто толкает его прямо в багажник и запирает. Адам слышит плач Финна, машина начинает трястись. Адаму удаётся вырваться, пробив монтировкой задние сиденья. Он находит Финна целым и невредимым, но весь кузов машины покрыт царапинами. Обескураженные, Адам и Финн возвращаются домой пешком только с наступлением ночи, а Клэр рассказывает им об очередном визите Колма. Адам велит Клэр вызвать полицию и вооружиться дробовиком. Внезапно электроэнергия отключается, они обнаруживают, что в их доме кто-то разбросал все вещи и передвинул мебель. Они решают бежать к машине, надеясь уехать, в это время на них нападают существа из леса, о которых жители деревни их и предупреждали. Всё же им удаётся завести двигатель и поехать, но существа преграждают им путь, автомобиль ложится на бок в овраг и застревает. Семье ничего не остаётся, как снова скрыться в доме.
Запершись, Адам из любопытства заглядывает в замочную скважину, но мгновенно получает укол в глаз жалом одного из существ. В этот же момент он понимает, что существа не выносят любого света, а металлические предметы наносят им ожоги. Клэр и Финн скрываются на чердаке, а Адам отправляется с фонарём в сарай, чтобы запустить резервный генератор. Существа нападают на Клэр, жало одного из них едва не пронзает Клэр, но Адаму вовремя удаётся запустить генератор, по всему дому загорается свет, существа отступают. Пара баррикадируется в доме, а Финна решают запереть в пристенном шкафу, считая, что там будет безопаснее. Они обнаруживают, что книга, которую Колм дал Клэр, содержит свидетельства о духах, в том числе о том, что они воруют маленьких детей и оставляют вместо них своих подменышей. Одно из существ всё же похищает Финна до того, как его родители успевают его остановить, Адам в суматохе ломает ногу, и теряет сознание. Клэр преследует существо с Финном в лесу, оно ныряет в пруд вместе с ребёнком, обезумевшая мать бросается за ними и быстро вытаскивает ребёнка из пруда.
Адам закрепляет шину, фиксируя сломанную ногу и, когда Клэр и Финн возвращаются в дом, начинает подозревать, что Финн, которого спасла Клэр, на самом деле подменыш. Клэр отказывается верить в это, они конфликтуют вплоть до драки, когда Клэр замечает, что Адам начинает мутировать: грибок попавший в его организм через жало делает своё дело. Клэр наносит сильный удар Адаму и в панике убегает в лес вместе с тем, кого она принимает за своего ребёнка. Вскоре за ними следует Адам, его симптомы ухудшаются, и он слабеет по действием света. Клэр пытается найти помощь в ближайшем соседнем доме. Его владельцем оказывается Колм, он выгоняет Клэр с Финном на руках под дулом ружья, утверждая, что духи забрал и его дочь, Кору.
В это время Адам находит нечто, напоминающее подземное гнездо существ и, вооружившись косой, отбирает настоящего Финна у полностью мутировавшей Коры. Клэр, в свою очередь, отбивается от группы существ с помощью вспышки фотоаппарата и снова сталкивается с Адамом, который убеждает её, что он держит настоящего Финна. Они обмениваются младенцами до того, как Адама смертельно ранит одно из существ. Солнце восходит, заставляя их спрятаться, а подменыш погибает под действием солнечного света, что доказывает правоту Адама. Адам умирает от ран, а Клэр в истерике прячется в доме. Она жалеет о погибшем муже, о том, что не послушала его, ведь он оказался прав.
Позже лесозаготовительная компания начинает вырубать лес, где происходили события, и обнаруживается, что грибкообразное вещество находится на нескольких увезённых бревнах.

## В ролях
- Джозеф Моул — Адам Хитченс
- Бояна Новакович — Клэр Хитченс
- Майкл Макэлхаттон — Колм
- Майкл Смайли — Гарда.

## Критика
На сайте Rotten Tomatoes фильм имеет рейтинг 70 % основанный на 60 отзывах, со средней оценкой 6,2 из 10. Консенсус критиков гласит: «Пронизанный мрачной атмосферой и подкреплённый настоящими эмоциями под всеми этими мурашками, фильм предполагает удивительно ужасающее будущее для режиссёра Корина Харди».
Дэвид Руни из The Hollywood Reporter пишет: «Как и положено первому фильму, этот визуально энергичен, динамичен и разборчив в своих кинематографических отсылках. Это также отличная визитная карточка для Харди, поскольку он переходит к более крупным проектам». Джефф Беркшир из Variety написал: «Требуется время, чтобы фильм разогнался, но после потрясающего финального акта поклонники жанра будут требовать продолжения». Майкл Роффман из Consequence of Sound поставил оценку «C-» и написал: «Несмотря на ряд в высшей степени оригинальных сцен – в одном из которых задействован багажник автомобиля, в другом пещеристое жилище – все они выполнены довольно предсказуемо». Фред Топель из Bloody Disgusting оценил фильм на 4 из 5 звезд и призвал к созданию сиквелов, для пересмотра мифологии фильма.